# Off-licence
Off-licence (noto anche come off-license, off-sales o offie) è un termine usato nel Regno Unito e in Irlanda per indicare un esercizio commerciale avente licenza per vendere bevande alcoliche da consumare fuori dal locale, distinguendolo dunque rispetto ad un bar od un pub, che è autorizzato per il consumo nello stesso punto di vendita (on-licence). Le off-licence sono tipicamente negozi specializzati, negozi alimentari, parti di supermercati o negozi confinanti con bar o con pub. I prezzi sono solitamente inferiori a quelli di bar e pub.
Nel Regno Unito, lo stato di off-licence di un negozio potrebbe essere utilizzato per aggirare le leggi commerciali restrittive. A seconda delle norme locali, i negozi potrebbero essere obbligati a chiudere alle 12:00 una volta alla settimana, oppure non essere autorizzati ad aprire di sera. I negozi con off-licence hanno un orario simile a quello dei pub: aprono nell'ora di pranzo e nella serata, e sono obbligati a chiudere intorno alle 22:30 o le 23:00. Il "Sunday Trading Act" del 1994 ha modificato un po' la situazione.